# 虎尾交流道 (國道1號)
虎尾交流道為臺灣國道1號的交流道，位於臺灣雲林縣虎尾鎮，指標原為236k，收費方式改為里程計費後調整為235k，銜接縣道145乙線，是高鐵雲林站的聯外交流道，於2012年4月21日啟用。
|        | 235 虎尾 |  | 斗六 虎尾 |
| 高鐵站 | 235 虎尾 |  |           |

## 鄰近公路
- 台1線
- 台1丁線
- 縣道145號
- 縣道145乙線
- 雲71線
- 雲73線
- 雲77線

## 外部連結
- 國道一號虎尾交流道示意圖 （页面存档备份，存于）（交通部高速公路局）